# Nematopsis pectinis
Nematopsis pectinis is een soort in de taxonomische indeling van de Myxozoa, een stam van microscopische parasitaire dieren. Het organisme komt uit het geslacht Nematopsis en behoort tot de familie Porosporidae. Nematopsis pectinis werd in 1925 ontdekt door Léger & Dubosq.